# IC 3579
IC 3579 је појединачна звијезда у сазвјежђу Береникина коса која се налази на листи објеката дубоког неба у Индекс каталогу.
Деклинација објекта је + 26° 6' 15" а ректасцензија 12h 36m 32,8s.